# Lymantria rosina
Lymantria rosina este o specie de molii din genul Lymantria, familia Lymantriidae, descrisă de Arnold Pagenstecher 1900 Conform Catalogue of Life specia Lymantria rosina nu are subspecii cunoscute.